# Dobrzyców
Dobrzyców – przysiółek wsi Zręczyce w Polsce, w województwie małopolskim, w powiecie wielickim, w gminie Gdów.
W latach 1975–1998 przysiółek administracyjnie należał do województwa krakowskiego.